# Сабаот (народ)
Сабаот (Sabaot) је једно од девет племена које чине народ Каленџин у северозападној Кенији. Живе у подножју и на падинама планине Елгон, у близини границе са Угандом. Према попису из 2009. године има их око 240.000, а подељени су у више подгрупа који говоре различитих дијалектима језика сабаот (пок, сомек, мосоп, коњ и др). Припадају групи нилотских народа, тачније њиховој јужној грани.